# Skövde Bandy
Skövde BK är en Svensk bandyklubb. A-lag spelar sina matcher i Division 2  på Billingens isbana, som är försedd med tak.